# Београдска надбискупија
Београдска надбискупија је метрополија и надбискупија Католичке цркве у Србији. Надлежни метрополит и надбискуп је кардинал Ласло Немет, а седиште надбискупије се налази у Београду, у Улици Светозара Марковића 20.

## Историја
Београд се као бискупија помиње још у 4. веку, када су на територији Србије постојале и бискупије Семендрија (Смедерево), Виминацијум (Костолац), Наисус (Ниш) и Рамесијана (Бела Паланка), које су спадале под јурисдикцију Сирмијумске митрополије (Сремска Митровица). Под Сирмијумску митрополију у то време потпадале су и провинције: Панонија, Далмација, Мезија (данашње Србија и Бугарска), Дакија (данашња Црна Гора), Дарданија и Превалтанија (данашње Косово и Метохија и Македонија) и Македонија (данашња северна Грчка).
У 5. веку, због провале варварских племена, административно и црквено седиште префектуре Илирика, коју су чиниле поменуте провинције, пренето је из Сирмијума у Солун. Почетком 7. века, Солун је био и папски викаријат. У црквеном погледу ова префектура потпадала је под јурисдикцију Рима све до средине 8. века. Навалом Словена и Авара у 7. веку, на Балкану је била уништена како византијска управна, тако и црквена власт.
Током 8. и 9. века, међу Словенима су деловали римски и византијски мисионари. У то време долази до покрштавања Срба и Бугара од стране Цариградске патријаршије. Између 7. и 12. века, за Балкан ће ратовати Византија, Бугарска и Угарска. У Ватиканском архиву наилази се на податак о постојању Београдске бискупије за време владавине Бугара над Београдом у 10. веку. После Великог раскола 1054. године, упоредо постоје католичка бискупија и православна епископија, која је била под јурисдикцијом Охридске архиепископије.
Од краја 12. века Београдска бискупија налазила се под јурисдикцијом калочког надбискупа. Калоча је била центар црквене управе у Угарској. До 15. века територија Бискупије обухватала је: Мачву у којој је постојало више жупа, Београд, Смедерево и Голубац.
У шематизму Београдске надбискупије из 1935. године види се да су временски размаци столовања бискупа у периоду од 4. до 17. века били велики, јер је у средњем веку Београд често био разаран, па су се бискупи у несигурно време повлачили у Угарску и одатле вршили своју функцију.
У средњовековној српској држави постојале су бројне римокатоличке жупе. Ваљево, Црнча, Плана, Ковачи, Ливађа, Заплање, Копорићи, Остраће, Беласица, Брвеник, Градац, Рогозно, Нови Пазар, Пљевља, Прокупље, Брсково, Рудник, Ново Брдо, Јањево, Приштина, Трепча, Призрен, Пећ и Скопље били су рударска и трговачка места у којима су живели саски рудари, дубровачки, далматински, венецијански и други италијански трговци. Јурисдикцију над католичким живљем у Србији вршио је барски надбискуп, који је носио титулу „примас Србије”. У 15. веку ова титула припадала је которском бискупу, а у време турске владавине преузео ју је дубровачки бискуп. И данас је „примас Србије” део титулатуре барског надбискупа. Извори из 15. и 16. века говоре да су у Београду постојале две цркве и један фрањевачки самостан. За време турске владавине, као и у другим деловима „турске Европе” бискупије нису званично укидане, али бискупи нису деловали у својој матичној бискупији већ у суседној Угарској, а касније у Хабзбуршкој монархији. Уместо бискупа пастирску дужност вршили су апостолски администратори.
Света Столица је 1624. године основала Београдску бискупију, која је била надлежна за подручје околних бискупија под османском влашћу између Саве, Драве, Дунава и Тисе.
За време аустријске владавине над данашњом ужом Србијом 1687—1699. и 1718—1739. поново је успостављена Београдска бискупија, која је између 1720. и 1739. носила је наслов Београдско-смедеревска бискупија. Почев од 1739. постоје само титуларни бискупи и апостолски администратори и такво стање траје све до 1924. године.
Године 1851. папа Пиje IX поставио је ђаковачког бискупа Јосипа Јурја Штросмајера за апостолског викара за целу Кнежевину, односно Краљевину Србију, у којој је живело 10.000 католика. Међутим, дошло је до сукоба између Штросмајера и аустроугарских власти око постављања свештеника и градње цркава. С развитком економских веза између Србије и Аустро-Угарске и градњом железнице Београд–Ниш–Врање, осамдесетих година 19. века у Србију долазе стручњаци и радници католичке вероисповести, махом Немци, Французи и Италијани. Године 1883. Штросмајер је у Србију послао оца Тондинија који је деловао у Крагујевцу, где је било 600 католика запослених у крагујевачкој фабрици. Поред oца Тондинија свештеничку дужност обављао је и отац Марбо. Следеће године, дакле 1884, Тондини је благословио капелу у Нишу, који је у то време настањивало преко 1000 католика, а 1885. у истом граду отворио је и католичку цркву. На такво деловање свештеника српске власти гледале су благонаклоно, а доказ за то су управо извештаји свештеника који говоре о њиховој предусретљивости као и предусретљивости краља Милана. Поред свештеничког деловања отац Тондини је припремао терен и за склапање конкордата између Србије и Свете столице. Међутим, томе се противила Аустро-Угарска јер је хтела да Србија и у црквеном погледу зависи од ње. На захтев Аустро-Угарске Тондини одлази из Србије. У Краљевини Србији у то време постојале су три жупе: Београд, Ниш и Крагујевац. Прва црква изграђена је у Нишу 1887. г. У Београду је у то време живело преко 5000 католика, а постојала је само једна капелица, и то у згради аустроугарског посланства.

### Београдска надбискупија од 20. века
Године 1914. између Краљевине Србије и Свете столице склопљен је Конкордат којим је установљена Београдска надбискупија. Под јурисдикцију Надбискупије потпадала је и суфраганска Скопска бискупија. Први надбискуп, Рафаел Родић, дошао је на службу 1924. године.
Године 1986. Папа Јован Павле II формирао је Београдску метрополију, којој припадају и Суботичка и Зрењанинска бискупија. Године 1997. формирана је Бискупска конференција Југославије, у којој је шест бискупа: зрењанински, суботички, барски, которски, призренски апостолски администратор и београдски, који је уједно и председник Бискупске конференције. Бискупска конференција у данашњем облику образована је 2001. као Међународна бискупска конференција светих Ћирила и Методија и сачињавају је бискупије Србије, Црне Горе и Македоније.

## Зграда Београдске надбискупије
Зграда Београдске надбискупије има статус споменика културе. Смештена је од 1926. године у згради некадашњег Аустријског посланства у Београду, која је саграђена 1884. године. Једноспратна зграда, окружена уређеном баштом, спадала је у ред значајнијих остварења београдске архитектуре осамдесетих година 19. века. Име аутора пројекта, као ни околности у којима је зграда подигнута, данас нису познати.
Зграда је конципирана у духу тада владајућег академизма с неоренесансним елементима у обради детаља фасаде. Посебна пажња је стављена на обраду разуђене северне фасаде зграде, окренуте интимној атмосфери уређеног, пространог врта. Заједно са капелом из 1888. године, баштом и зградом парохијског уреда из 1926. године, зграда Београдске надбискупије чини јединствену просторно-функционалну целину. У овој згради одиграли су се важни историјски догађаји за новију историју Србије, везани за околности око избијања Првог светског рата, јер је у њој било смештено аустро-угарско посланство.

## Организација
Површина данашње Београдске надбискупије износи око 50.000 km² и обухвата целу Србију без Војводине и Санџака, а броји око 40.000 верника. Подељена је на 18 жупа: шест жупа у Београду и жупе у Ваљеву, Шапцу, Бору, Зајечару, Нишу, Алексинцу, Краљеву, Крагујевцу, Смедереву, Јагодини и Равној Реци. У оквиру крагујевачке жупе налази се капелица у Крушевцу, а у оквиру Равне Реке капелице у Ужицу и Врњачкој Бањи. Жупе су организоване у два деканата (деканат је скупина више жупа које су подручно и управно повезане у посебну целину, да би се заједничким деловањем одржавала и усклађивала пасторална скрб за жупе на подручју деканата): Београдски деканат и Нишки деканат.

### Београдски деканат
- Крист Краљ, Београд
- Св. Антун, Београд
- Св. Ћирил и Метод, Београд
- Св. Јосип Радник, Београд
- Св. Петар, Београд
- Узнесење Блажене Дјевице Марије, Београд
- Св. Иван Крститељ, Смедерево
- Св. Ана, Шабац
- Св. Обитељ, Ваљево

### Нишки деканат
- Узвишење светога Крижа, Ниш
- Св. Барбара, Равна Река
- Св. Јосип, Крагујевац
- Св. Јурај, Зајечар
- Св. Људевит, Бор
- Св. Михаел Арканђел, Краљево
- Св. Мајка Терезија из Калкуте, Алексинац
- Св. Леополд Мандић, Јагодина

Поред дијецезанских свештеника, у Београдској надбискупији делују и редовници следећих редовничких заједница: фрањевци Провинције Босне Сребрене, лазаристи Словеначке провинције и исусовци Хрватске провинције. Ту су још и редовнице усмиљенке, а Исусове мале сестре и заједница сестара службеница Безгрешне Девице Марије пре неколико година су напустиле Београд.
Делују и два лаичка покрета: Покрет фоколара и Неокатекуменски пут.

## Бискупи
- Петар Катић, 1619. године је као призренски бискуп и администратор Београдске бискупије обишао католике у Деспот Броду.[8] 1612-1618. обишао је католике у Срему са Шимом Матковићем и језуитом Батолом Кашићем.[9]
- Матеј Бенлић, 1657. је у Деспот Броду кризмао 213 особа.[10]
- Лука Натали[11]
- Стјепан Пуц[12]

## Надбискупи
- Иван Рафаел Родић (1924—1936);
- Јосип Ујчић (1936—1964);
- Габријел Букатко (1964—1980);
- Алојзије Турк (1980—1987);
- Франц Перко (1987—2001);
- Станислав Хочевар (од 2001—2022);
- Ласло Немет (од 2022).